# Sojuz 3
Sojuz 3 (ryska: Союз-3) var en flygning i det sovjetiska rymdprogrammet. Den sköts upp med en Sojuz-raket från Kosmodromen i Bajkonur den 26 oktober 1968. Ombord fanns kosmonauten Georgij Beregovoj. Flygningen var den första bemannade efter olyckan med Sojuz 1. Flygningens mål var att docka med Sojuz 2, men dockningen misslyckades. Farkosten återinträdde i jordens atmosfär och landade i Sovjetunionen den 30 oktober 1968.